# Novosedlice (przystanek kolejowy)
Novosedlice – przystanek kolejowy w Novosedlicach, w kraju usteckim, w Czechach. Znajduje się na wysokości 265 m n.p.m. Położony jest w centrum miejscowości.
Jest zarządzany przez Správę železnic. Na przystanku nie ma możliwości zakupu biletów, a obsługa podróżnych odbywa się w pociągu.

## Linie kolejowe
- 132 Děčín - Oldřichov u Duchcova